# Николаевка (Сасовский район)
Никола́евка — упразднённая в 2009 г. деревня в Сасовском районе Рязанской области России. Входит в состав Трудолюбовского сельского поселения.

## Географическое положение
Деревня находилась в восточной части Сасовского района, в 35 км к востоку от райцентра.

## Климат
Климат умеренно континентальный с умеренно жарким летом (средняя температура июля +19 °С) и относительно холодной зимой (средняя температура января −11 °С). Осадков выпадает около 600 мм в год.

## История
До 2004 года входила в Верхне-Никольский сельский округ.
С 2004 года входит в состав Трудолюбовского сельского поселения.
В 2009 года официально упразднена и исключена из Реестра административно-территориальных единиц и населённых пунктов Рязанской области.

## Население
| 1984 | 2010 |
| ---- | ---- |
| 30   | ↘0   |